# Episodi de Il Trono di Spade (quinta stagione)
La quinta stagione della serie televisiva Il Trono di Spade (Game of Thrones), composta da dieci episodi, è stata trasmessa sul canale statunitense HBO dal 12 aprile al 14 giugno 2015.
In Italia, la stagione è andata in onda in prima visione in lingua italiana sul canale satellitare Sky Atlantic dal 20 aprile al 22 giugno 2015. È stata trasmessa in lingua originale sottotitolata in italiano dal 13 aprile al 15 giugno 2015, in simulcast con HBO. È stata trasmessa in chiaro dal 10 ottobre al 7 novembre 2016 su Rai 4.
Cast
Durante questa stagione entrano nel cast principale Indira Varma, Michiel Huisman, Nathalie Emmanuel, Dean-Charles Chapman, Tom Wlaschiha e Michael McElhatton, mentre ne escono Charles Dance e Stephen Dillane.
Isaac Hempstead-Wright, Rory McCann e Joe Dempsie non sono accreditati e non appaiono.
| nº | Titolo originale             | Titolo italiano       | Prima TV USA   | Prima TV Italia |
| -- | ---------------------------- | --------------------- | -------------- | --------------- |
| 1  | The Wars to Come             | Guerre imminenti      | 12 aprile 2015 | 20 aprile 2015  |
| 2  | The House of Black and White | Il nuovo comandante   | 19 aprile 2015 | 27 aprile 2015  |
| 3  | High Sparrow                 | L'Alto Passero        | 26 aprile 2015 | 4 maggio 2015   |
| 4  | Sons of the Harpy            | I Figli dell'Arpia    | 3 maggio 2015  | 11 maggio 2015  |
| 5  | Kill the Boy                 | Uccidi il ragazzo     | 10 maggio 2015 | 18 maggio 2015  |
| 6  | Unbowed, Unbent, Unbroken    | Le Serpi delle Sabbie | 17 maggio 2015 | 25 maggio 2015  |
| 7  | The Gift                     | Il Dono               | 24 maggio 2015 | 1º giugno 2015  |
| 8  | Hardhome                     | Aspra Dimora          | 31 maggio 2015 | 8 giugno 2015   |
| 9  | The Dance of Dragons         | La Danza dei Draghi   | 7 giugno 2015  | 15 giugno 2015  |
| 10 | Mother's Mercy               | Madre misericordiosa  | 14 giugno 2015 | 22 giugno 2015  |

## Guerre imminenti
- Titolo originale: The Wars to Come
- Diretto da: Michael Slovis
- Scritto da: David Benioff e D.B. Weiss

### Trama
Nelle Terre dell'Ovest, 25 anni prima, una giovane Cersei si reca, insieme all'amica Melara Hetherspoon, nel mezzo di una foresta, dove risiede la strega Maggy. Quest'ultima predice il futuro della giovane Lannister, dicendole che sposerà un re e che il re avrà venti figli, mentre lei solo tre, i quali indosseranno tutti delle corone dorate, prima di giacere in sudari dorati, e che un'altra regina, più giovane e più bella di lei, la spodesterà.
A Approdo del Re, nel presente, Cersei raggiunge il Tempio di Baelor per il funerale di Tywin. Al cospetto del corpo del padre, la donna ha un diverbio con il gemello Jaime, il quale viene incolpato di aver provocato conseguenze disastrose liberando Tyrion.
Successivamente, la regina reggente incontra a corte suo zio Kevan Lannister e suo cugino Lancel, ora diventato un devoto membro di un emergente ordine religioso noto come i Passeri. Il giovane Lannister la invita a pentirsi per i suoi peccati passati e ad abbracciare la fede, ma Cersei ignora le sue prediche. 
Intanto, ser Loras continua a frequentare Olyvar, divenuto nel frattempo tenutario del bordello di Ditocorto.
A Pentos, Varys libera Tyrion dalla cassa nella quale era nascosto e lo informa dei suoi piani passati per ripristinare Daenerys sul Trono di Spade. I due uomini, ospiti dell'alleato Illyrio, parlano poi del futuro. Varys offre a Tyrion una scelta: rimanere a Pentos o seguirlo a Meereen, dove potrà consigliare la futura regina del Continente Occidentale.
A Meereen, per ordine di Daenerys, un gruppo di Immacolati rimuove la statua dell'Arpia, simbolo degli schiavisti, dalla punta della Grande Piramide.
 Successivamente, l'Immacolato Topo Bianco viene ucciso in un bordello dai ribelli noti come "Figli dell'Arpia" e Hizdahr zo Loraq, tornato da Yunkai con Daario, cerca di convincere la regina a riaprire le fosse da combattimento, in modo tale da ottenere l'approvazione e l'affetto del popolo.
 In seguito, Daenerys si reca nelle catacombe per controllare lo stato dei suoi draghi, ma fugge quando questi iniziano a sputare fuoco.
A Pietra di Runa, Petyr Baelish affida il giovane lord Robin a lord Royce, per poi lasciare le terre degli Arryn con Sansa. I due partono per una destinazione segreta e lungo la strada passano vicino a Brienne e Podric. Questi ultimi, non badando alla carrozza scortata dai soldati e non conoscendo la posizione di Sansa, sono ancora indecisi sul percorso da intraprendere.
Al Castello Nero, dopo essersi ricongiunto a Gilly, Sam le dice che a breve ci sarà l'elezione per il posto di Lord Comandante dei Guardiani della Notte: i candidati sono ser Alliser e Denys Mallister, comandante della Torre delle Ombre.
Jon viene accompagnato da Melisandre al cospetto di re Stannis e quest'ultimo chiede a Snow di convincere Mance ad accettare un accordo: se il Re Oltre la Barriera si inchinerà al suo cospetto e i bruti combatteranno con lui contro lord Bolton per liberare il Nord, il re concederà loro delle terre a sud della Barriera. Jon però non riesce a convincere Mance, il quale viene messo al rogo e bruciato vivo da Melisandre. Per porre fine alle sue sofferenze, Jon lo uccide con una freccia in pieno petto.
- Durata: 52 minuti[3]
- Guest star: Ciarán Hinds (Mance Rayder), Owen Teale (Ser Alliser Thorne), Ian McElhinney (Ser Barristan Selmy), Julian Glover (Gran Maestro Pycelle), Tara Fitzgerald (Regina Selyse Baratheon), Roger Ashton-Griffiths (Lord Mace Tyrell), Jacob Anderson (Verme Grigio), Finn Jones (Ser Loras Tyrell), Daniel Portman (Podrick Payne), Jodhi May (Maggy), Dominic Carter (Janos Slynt), Joel Fry (Hizdahr zo Loraq), Ben Crompton (Eddison Tollett), Eugene Simon (Lancel Lannister), Will Tudor (Olyvar), Rupert Vansittart (Lord Yohn Royce), Ian Beattie (Ser Meryn Trant), Ian Gelder (Ser Kevan Lannister), Brenock O'Connor (Olly), Kerry Ingram (Principessa Shireen Baratheon), Paul Bentley (Alto Septon), Reece Noi (Mossador), Michael Condron (Bowen Marsh), Lino Facioli (Lord Robin Arryn), Nell Williams (Lady Cersei Lannister da giovane), Isabella Steinbarth (Lady Melara Hetherspoon), Marcos James (Topo Bianco), Allan Gildea (Samwell Stone), Meena Rayann (Prostituta di Meereen), Stephen Brown (Compagno di allenamento di Lord Robyn Arryn), Joe Hewetson (Maestro Helliweg).
- Capitoli trasposti dalle Cronache del ghiaccio e del fuoco: 72 (Daenerys VI), 76 (Samwell IV) e 77 (Jon XI) del romanzo Tempesta di spade (A Storm of Swords); 8 (Cersei II), 9 (Jaime I), 37 (Cersei VIII) e 42 (Alayne II) del romanzo Il banchetto dei corvi (A Feast for Crows); 2 (Tyrion I), 3 (Daenerys I), 6 (Tyrion II), 11 (Jon III), 12 (Daenerys II), 24 (Daenerys IV), 37 (Daenerys VI) del romanzo A Dance with Dragons.
- Tracce della colonna sonora presenti: Kneel for No Man, Atonement.
- Ascolti USA: telespettatori 7 997 000[4]
- Ascolti Italia (pay): telespettatori 260 203[5]

## Il nuovo comandante
- Titolo originale: The House of Black and White
- Diretto da: Michael Slovis
- Scritto da: David Benioff e D.B. Weiss

### Trama
Nella città libera di Braavos, il comandante della nave, Ternesio Terys, accompagna la giovane Arya alla Casa del Bianco e del Nero, il tempio dedicato al Dio dai Mille Volti e ritrovo degli Uomini Senza Volto. La ragazza mostra al portinaio la moneta datale tempo prima da Jaqen, ma l'uomo non la lascia entrare. Dopo aver passato una notte di fronte alla Casa, Arya getta la moneta nel mare e si reca in città, dove uccide un piccione e incontra un gruppo di ladri che vogliono prenderle la spada, Ago. Questi ultimi fuggono quando riappare il portinaio, il quale accompagna la ragazza alla Casa del Bianco e del Nero. Alla fine, l'uomo cambia volto, rivelando le sembianze di Jaqen, e dicendo poi a Arya che dovrà imparare a essere "nessuno", se vorrà diventare come lui.
In una locanda sulla strada per la Valle di Arryn, Podrick nota la presenza di Ditocorto e Sansa, appartati in un angolo e protetti da alcune guardie. Brienne si avvicina quindi al tavolo e implora Sansa di seguirla, raccontandole di aver fatto un giuramento a sua madre Catelyn. Sansa rifiuta e Brienne lascia la locanda, inseguita dagli uomini di Baelish, il quale voleva prenderla in custodia. Dopo un breve scontro nei boschi con le guardie di Petyr, Podrick suggerisce a Brienne di fermare i loro tentativi di salvare Sansa, ma la donna guerriera intende seguirla e impedire che la ragazza rimanga con Ditocorto.
A Approdo del Re, Cersei riceve la collana di sua figlia Myrcella come segno di minaccia da parte dei Martell del Principato di Dorne, dove la ragazza risiede dall'inizio della Guerra dei Cinque Re. Per rassicurare la regina reggente, Jaime decide dunque di andare a sud per riportare a casa la loro figlia, decidendo di farsi accompagnare da ser Bronn, il quale viene distolto dal suo interesse per Lollys Stokeworth e accetta di seguire lo Sterminatore di Re in cambio di un matrimonio più conveniente rispetto a quello precedentemente programmatogli da Cersei. 
 La regina reggente incontra alcuni cacciatori di nani inviati ad ammazzare suo fratello Tyrion e, di fronte alla testa mozzata del nano sbagliato, Cersei decide di non punire i cacciatori e di concedere i resti a Qyburn per i suoi studi. 
 Qyburn e la regina reggente raggiungono la Torre del Primo Cavaliere, dove si tiene una seduta del Concilio Ristretto. Cersei, dicendo di parlare in nome di re Tommen, distribuisce le cariche vacanti di Maestro del Conio, Maestro dei Sussurri e Maestro della Guerra rispettivamente al già Maestro delle Navi, lord Tyrell, a Qyburn e al nuovo Lord di Castel Granito, suo zio Kevan, il quale lascia la stanza dicendole che tornerà a Castel Granito fino a quando Tommen non richiederà il suo consiglio. Resta vacante il titolo di Primo Cavaliere.
A Dorne, mentre la principessa Myrcella e il principe Trystane Martell passeggiano nei Giardini dell'Acqua, Ellaria Sand, amante del defunto Oberyn Martell, sprona il Principe Doran a vendicare il fratello, spedendo a Cersei i pezzi di sua figlia. Doran è però contrario a vendicarsi, in quanto Oberyn ha scelto volontariamente il rischio che lo ha portato alla morte, pertanto decide di non intervenire per non provocare una guerra.
In viaggio per Volantis, Tyrion confessa a Varys di rimpiangere il fatto di non essere fuggito con Shae al momento giusto, ma ricorda all'eunuco (soprannome affibbiato a Varys in quanto è stato castrato da piccolo) quanto gli piacesse il potere acquisito a Approdo del Re.
Al Castello Nero, la principessa Shireen insegna a Gilly l'alfabeto, ma la regina Selyse non è contenta del fatto che sua figlia frequenti una bruta. 
 Re Stannis rimprovera Jon per aver mostrato pietà durante il rogo di Mance Rayder, ma propone anche di legittimare il giovane Snow, rendendolo di fatto Jon Stark, Lord di Grande Inverno. Jon rifiuta l'accordo e viene eletto novecentonovantottesimo Lord Comandante dei Guardiani della notte, battendo ser Alliser e Denys Mallister grazie al Maestro Aemon, che con il suo voto evita un pareggio.
A Meereen, Daario Naharis e Verme Grigio catturano un Figlio dell'Arpia, il quale viene imprigionato. Mossador, il primo schiavo ad aver appoggiato gli Immacolati nella rivolta di Meereen, implora Daenerys di giustiziarlo, ma ser Barristan le suggerisce di concedergli un processo imparziale e di non ripetere le azioni atroci commesse da suo padre, il Re Folle. Daenerys ascolta il consiglio di Barristan, ma Mossador si reca comunque alle celle e uccide il prigioniero. La Madre dei Draghi decide dunque di giustiziare Mossador per le sue azioni ma, dopo l'esecuzione, i liberti iniziano a rivoltarsi contro di lei e contro i nobili di Meereen. 
 Di notte, sulla cima della Grande Piramide, Daenerys scopre che Drogon è tornato ma, quando la donna cerca di avvicinarlo, il drago vola nuovamente via.
- Durata: 56 minuti[6]
- Guest star: Peter Vaughan (Maestro Aemon), Ian McElhinney (Ser Barristan Selmy), Julian Glover (Gran Maestro Pycelle), Anton Lesser (Qyburn), Tara Fitzgerald (Regina Selyse Baratheon), Owen Teale (Ser Alliser Thorne), Alexander Siddig (Principe Doran Martell), Jacob Anderson (Verme Grigio), Ben Crompton (Eddison Tollett), Dominic Carter (Janos Slynt), Daniel Portman (Podrick Payne), Roger Ashton-Griffiths (Lord Mace Tyrell), Joel Fry (Hizdahr zo Loraq), DeObia Oparei (Areo Hotah), Ian Gelder (Ser Kevan Lannister), Ian Beattie (Ser Meryn Trant), Reece Noi (Mossador), Kerry Ingram (Principessa Shireen Baratheon), Brenock O'Connor (Olly), Nell Tiger Free (Principessa Myrcella Baratheon), Toby Sebastian (Principe Trystane Martell), Elizabeth Cadwallader (Lady Lollys Stokeworth), Cedric Henderson (Uomo Senza Volto), Brian Fortune (Othell Yarwyck), Gary Oliver (Ternesio Terys), J.J. Murphy (Denys Mallister), Michael Condron (Bowen Marsh), Thomas Fava (Teppista di strada), Derek Lord (Sostenitore di Denys Mallister), Paul Kennedy (Guardia degli Arryn), Winston Davis (Teppista di strada 2), Irene Kelleher (Cameriera), Curtis-Lee Ashqar (Figlio dell'Arpia), Jonathan Gunning (Cacciatore di nani 1), Alan McKee (Cacciatore di nani 2)
- Capitoli trasposti dalle Cronache del ghiaccio e del fuoco: 72 (Daenerys VI), 77 (Jon XI), 79 (Samwell V) e 80 (Jon XII) del romanzo Tempesta di spade (A Storm of Swords); 3 (Il Capitano delle Guardie), 6 (Samwell I), 7 (Arya I), 8 (Cersei II), 14 (Il Cavaliere Disonorato), 17 (Jaime II), 18 (Cersei IV), 23 (Arya II), 25 (Cersei V) e 28 (Jaime III) del romanzo Il banchetto dei corvi (A Feast for Crows); 2 (Tyrion I), 4 (Jon I) e 6 (Tyrion II) del romanzo A Dance with Dragons.
- Tracce della colonna sonora presenti: Valar Morghulis, Breaker of Chains, The North Remembers, Blood of the Dragon, Jaws of the Viper, Son of the Harpy.
- Ascolti USA: telespettatori 6 805 000[7]
- Ascolti Italia (pay): telespettatori 252 906[8]

## L'Alto Passero
- Titolo originale: High Sparrow
- Diretto da: Mark Mylod
- Scritto da: David Benioff e D.B. Weiss

### Trama
A Braavos, Arya inizia a condurre la sua vita all'interno della Casa del Bianco e del Nero. L'uomo con il volto di Jaqen H'ghar concede la morte a un uomo scoraggiato per poi dire a Arya che, prima di iniziare l'addestramento per diventare un Uomo Senza Volto, dovrà continuare a servire, come dice la frase "Valar Dohaeris", e iniziare a pensare meno a se stessa.
 Arya viene aggredita dall'Orfana, un'altra ragazza che serve la Casa, ma Jaqen interviene e dice alla serva che Arya non è ancora pronta per affrontare il Gioco delle Facce. Arya invece è determinata a fare tutto ciò che le verrà chiesto e Jaqen le dice che per cominciare dovrà disfarsi dei vestiti e degli effetti di Arya Stark. La ragazza getta dunque tutte le sue cose nel mare, ma decide di non disfarsi di Ago, la spada regalatale dal suo fratellastro Jon. Nascosta l'arma tra alcune rocce, Arya torna alla Casa dove le viene richiesto di lavare il cadavere dell'uomo scoraggiato insieme all'Orfana.
A Approdo del Re, Tommen Baratheon e Margaery Tyrell si sposano e, successivamente, consumano il matrimonio. Margaery riesce a manipolare facilmente la mente di Tommen, il quale chiede a Cersei di ritornare a Castel Granito. La regina madre rifiuta e si reca nelle stanze di Margaery, dove ricorda alla nuora di non esitare a chiederle qualunque cosa dovesse servirle.
 Cersei, ora privata dei suoi poteri di regina reggente, si ritrova a non poter intervenire direttamente sul controllo che Margaery ha sul re.
Nel bordello di Ditocorto, l'Alto Septon (la massima autorità religiosa), colto in flagranza di atti sessuali, viene attaccato da Lancel e da altri "passeri", che lo obbligano a camminare nudo tra la folla.
 Durante una seduta del Concilio Ristretto, l'adirato Alto Septon chiede che il leader dei Passeri venga giustiziato. Cersei si reca personalmente dall'uomo, soprannominato "Alto Passero", e dopo un colloquio accetta di renderlo nuovo Alto Septon e nuovo capo del Credo dei Sette, culto principale presente nel Continente Occidentale.
 Tornata alla Fortezza Rossa, Cersei si reca nello studio di Qyburn per chiedergli di inviare un messaggio a lord Baelish; mentre Qyburn scrive, il corpo di Gregor Clegane si dimena sul tavolo operatorio posto dietro di lui.
Al Moat Cailin, Petyr Baelish dice a Sansa Stark di aver combinato il suo matrimonio con Ramsay Bolton. La ragazza è disgustata, dato che fu proprio Roose Bolton a pugnalare suo fratello Robb alle Torri Gemelle, ma cambia idea dopo un convincimento di Petyr. I due non sanno di essere segretamente seguiti da Brienne e Podrick. Quest'ultimo racconta a Brienne come sia arrivato al servizio di Tyrion Lannister, mentre la donna gli racconta quanto fosse devota a Renly Baratheon e di quanto voglia vendicarsi di Stannis per il suo assassinio.
Al Castello Nero, re Stannis si reca dal neo Lord Comandante Jon Snow, il quale, dopo aver rifiutato l'offerta di diventare Jon Stark, chiede a Stannis quanto tempo intende rimanere alla Barriera, con le riserve di viveri ormai scarseggianti. Il re risponde dicendo che i suoi uomini partiranno per riconquistare Grande Inverno passate due settimane.
 Ser Davos consiglia a Jon di unire i Guardiani della notte all'esercito di Stannis, in modo tale da togliere il Nord ai traditori Bolton.
 Nella sala comune, Jon nomina ser Alliser primo ranger, tra lo stupore generale di tutti i presenti, poi chiede a Janos Slynt di lasciare il Castello Nero per recarsi a Guardia Grigia, una fortezza in rovina ai piedi della Barriera. Slynt rifiuta gli ordini e insulta pesantemente Jon, che ne ordina ed esegue l'esecuzione.
A Grande Inverno, Reek rimane inorridito dalla quantità di corpi scuoiati nel cortile del castello.
 Quella sera, a tavola, Roose afferma a Ramsay dell'ostilità dei nuovi Lannister verso il nuovo governo del Nord, e di non avere uomini né feudatari sufficienti per controllare il Nord in caso di ribellione degli alfieri Stark. Roose dice quindi a suo figlio Ramsay che l'unico modo per mantenere il controllo sul Nord è tramite un'unione matrimoniale.
 Arrivati al castello, Petyr e Sansa vengono ricevuti da Roose, la sua neo moglie Walda Frey e Ramsay. Nel mezzo di una Grande Inverno in rovina, le strade di Sansa e Theon si incrociano nuovamente, ma la ragazza sembra non riconoscere l'ex protetto di suo padre.
 Roose Bolton e lord Baelish discutono sugli esiti dell'unione fra Sansa e Ramsay. Baelish rimane però ingannato nel tentativo di convincere Bolton e gli viene mostrata la lettera inviatagli da Cersei che Roose ammette di aver già letto: Bolton teme infatti che Ditocorto stia facendo il doppiogioco con lui e che sia ancora leale ai Lannister, da cui ora si deve guardare le spalle.
A Volantis, Tyrion Lannister e Varys attraversano il Ponte Lungo e sentono una sacerdotessa rossa parlare alla folla e indicare Daenerys Targaryen come la salvatrice profetizzata dal culto di R'hllor. Successivamente, i due si recano in un bordello, dove Tyrion rifiuta i servizi della prostituta Clea a causa della sua relativamente recente esperienza avuta con Shae. Appostatosi infine sotto un arco del ponte per urinare, il Folletto viene legato e rapito da ser Jorah Mormont.
- Durata: 60 minuti[9]
- Guest star: Jonathan Pryce (Alto Passero), Julian Glover (Gran Maestro Pycelle), Anton Lesser (Qyburn), Owen Teale (Ser Alliser Thorne), Roger Ashton-Griffiths (Lord Mace Tyrell), Ben Crompton (Eddison Tollett), Faye Marsay (L'Orfana), Daniel Portman (Podrick Payne), Dominic Carter (Janos Slynt), Ian Beattie (Ser Meryn Trant), Eugene Simon (Lancel Lannister), Brenock O'Connor (Olly), Will Tudor (Olyvar), Finn Jones (Ser Loras Tyrell), Charlotte Hope (Myranda), Rila Fukushima (Sacerdotessa rossa), Elizabeth Webster (Lady Walda Bolton), Paul Bentley (Alto Septon), Brian Fortune (Othell Yarwyck), Michael Condron (Bowen Marsh), Stella McCusker (Donna anziana), Mishael Lopes Cardozo (Guardia del bordello), David Garlick (Uomo scoraggiato), Matt McArdle (Mercenario), Eddie Elks (Mercenario 2), Gwyneth Keyworth (Clea), Emina Muftic (Mendicante), Samantha Bentley (Prostituta travestita da "Madre dei Draghi"/Prostituta travestita da "Sconosciuto"), Xena Avramidis (Prostituta travestita da "Guerriero"), Portia Victoria (Prostituta travestita da "Fabbro"), Em Scribbler (Prostituta travestita da "Madre"), Rebecca Scott (Prostituta travestita da "Vergine"), Rosie Ruthless (Prostituta travestita da "Vecchia").
- Capitoli trasposti dalle Cronache del ghiaccio e del fuoco: 5 (Brienne I), 7 (Arya I), 8 (Cersei II), 13 (Cersei III), 15 (Brienne III), 16 (Samwell II), 18 (Cersei IV), 21 (Brienne IV), 23 (Arya II), 25 (Cersei V), 29 (Cersei VI) e 42 (Alayne II) del romanzo Il banchetto dei corvi (A Feast for Crows); 4 (Jon I), 8 (Jon II), 18 (Jon IV), 23 (Tyrion VI), 28 (Tyrion VII), 33 (Reek III), 38 (Il Principe di Grande Inverno) e 46 (La Fanciulla Cieca) del romanzo A Dance with Dragons; TBA (Alayne I) del romanzo The Winds of Winter.
- Tracce della colonna sonora presenti: First of His Name, The North Remembers, House of Black and White, Kill the Boy, High Sparrow.
- Ascolti USA: telespettatori 6 711 000[10]
- Ascolti Italia (pay): telespettatori 258 169[11]

## I Figli dell'Arpia
- Titolo originale: Sons of the Harpy
- Diretto da: Mark Mylod
- Scritto da: Dave Hill

### Trama
A Approdo del Re, la regina madre Cersei convoca l'Alto Passero per nominarlo Alto Septon, poi autorizza la ricostituzione, dopo secoli dal suo scioglimento, del Credo Militante, un gruppo armato al servizio della Fede dei Sette. I Passeri armati passano dunque all'azione violenta in città, aggredendo e catturando coloro che ritengono "peccatori". 
 Dopo aver fatto irruzione nel bordello di lord Baelish, i Passeri vanno alla ricerca di ser Loras Tyrell, fratello della regina. Loras viene catturato e rinchiuso nelle celle del Tempio di Baelor, accusato di aver violato le leggi degli dei e degli uomini per aver fornicato con vari ragazzi. Il fatto scatena la furia di Margaery Tyrell, che esige che suo marito, re Tommen, ordini di liberare suo fratello immediatamente. La donna accusa poi Cersei di aver dato l'ordine di cattura per vendicarsi di lei. 
 Cersei mente a Tommen riguardo all'ordine di cattura, e il re si reca direttamente al Tempio di Baelor per parlare con l'Alto Passero: l'accesso gli viene negato da alcuni Passeri armati ma il re, a sorpresa, decide di non ricorrere alla violenza e tornare alla Fortezza Rossa. 
 Cersei, nel frattempo, invia Mace Tyrell, nuovo Maestro del Conio, a Braavos, per cercare di contrattare con la Banca di Ferro sui debiti della corona; l'uomo verrà scortato da ser Meryn Trant, cavaliere della Guardia Reale.
Nelle acque del Mare dell'Estate, Jorah Mormont naviga verso Meereen con Tyrion Lannister, il quale lo stuzzica con intelligenza riguardo al suo tradimento nei confronti di Daenerys Targaryen. Il Folletto gli fa notare inoltre quanto il suo rapimento sia stato del tutto inutile: anche lui e Varys, infatti, si stavano recando da Daenerys. Inoltre capisce che il motivo per cui Jorah lo ha rapito è la speranza di ottenere il perdono della regina Targaryen.
A Dorne, Jaime Lannister e Bronn vengono sorpresi da quattro dorniani armati che intimano loro di deporre le armi. I due massacrano i soldati e si impadroniscono dei loro beni e dei loro cavalli, poi proseguono verso i Giardini dell'Acqua per liberare Myrcella dai Martell. 
 Ellaria Sand, ex amante di Oberyn, incontra le Serpi delle Sabbie: Nymeria, Obara e Tyene, tutte e tre figlie bastarde di Oberyn. Ellaria le convince facilmente a unirsi a lei per vendicare il padre.
A Grande Inverno, Sansa accende alcune candele nelle cripte, dove viene poi raggiunta da Petyr Baelish. Questi, dopo averle raccontato della ribellione scatenata da Rhaeghar Targaryen per aver rapito Lyanna Stark, le dice di essere stato convocato da Cersei a Approdo del Re. Ditocorto promette a Sansa un futuro come Protettrice del Nord in seguito alla conquista di Grande Inverno da parte di Stannis, della cui vittoria sembra certo; inoltre l'uomo le fa notare che la sua nuova posizione la aiuterà a vendicarsi dei traditori Bolton.
Al Castello Nero, Stannis Baratheon cerca di nuovo di convincere Jon Snow ad aiutarlo nella riconquista di Grande Inverno, ma il Lord Comandante rifiuta a causa del giuramento fatto ai Guardiani della notte. Il re torna nelle sue stanze, dove dimostra affetto verso la figlia raccontandole la dedizione alla lotta contro il Morbo Grigio di cui era affetta: i primi sintomi sono pelle ingrigita e dura al tatto nelle estremità, che si diffonde poi nel resto del corpo, mentre i tessuti interni iniziano a irrigidirsi, impedendo le normali attività vitali, fino al sopraggiungere della morte. 
 Anche Melisandre cerca, offrendo il proprio corpo, di convincere Jon Snow a seguire Stannis nella sua causa. Il nuovo Lord Comandante afferma però di amare ancora Ygritte e rifiuta la sacerdotessa rossa che, prima di dileguarsi, proferisce la frase che solitamente la bruta diceva a Jon: "Tu non sai niente, Jon Snow", il che lo lascia attonito.
A Meereen, intanto, i Figli dell'Arpia compiono un massacro di Immacolati di guardia nella città. Daenerys, frustrata, rifiuta l'ennesima richiesta di Hizdar zo Loraq di riaprire le fosse di combattimento. 
 Daenerys e ser Barristan parlano di quanto Rhaegar Targaryen amasse la musica, prima che il cavaliere lasci la Grande Piramide per recarsi in città. Mentre cammina in un vicolo, egli sente le grida della gente spaventata in seguito al massacro. Un gruppo di Immacolati, tra i quali vi è Verme Grigio, oppone resistenza ai Figli dell'Arpia, ma viene presto soppresso. Solo Verme Grigio rimane ancora in piedi, seppur ferito. In suo soccorso giunge quindi ser Barristan, il quale aiuta Verme Grigio a finire tutti i Figli dell'Arpia, ma quest'azione gli costa la vita. Prima di svenire a causa delle molteplici ferite riportate, Verme Grigio si avvicina al corpo del valoroso cavaliere.
- Durata: 50 minuti[12]
- Guest star: Jonathan Pryce (Alto Passero), Ian McElhinney (Ser Barristan Selmy), Julian Glover (Gran Maestro Pycelle), Anton Lesser (Qyburn), Tara Fitzgerald (Regina Selyse Baratheon), Roger Ashton-Griffiths (Lord Mace Tyrell), Jacob Anderson (Verme Grigio), Ian Beattie (Ser Meryn Trant), Joel Fry (Hizdahr zo Loraq), Eugene Simon (Lancel Lannister), Ben Crompton (Eddison Tollett), Keisha Castle-Hughes (Obara Sand), Rosabell Laurenti Sellers (Tyene Sand), Jessica Henwick (Nymeria Sand), Kerry Ingram (Principessa Shireen Baratheon), Brenock O'Connor (Olly), Finn Jones (Ser Loras Tyrell), Will Tudor (Olyvar), Gary Pillai (Capitano del mercantile), Christian Vit (Guardia dei Martell), Josephine Gillan (Marei), Meena Rayann (Prostituta di Meereen), Simon Norbury (Fratello del Credo Militante 1), Jack Olohan (Fratello del Credo Militante 2), Slavko Sobin (Combattente di Meereen), Paddy Wallace (Guardia Reale), Allon Sylvain (Mercante straniero), Will Fortune, Rob Brockman, Daniel Johnson, Richard Fitzwell, Ben Yates (Cliente del bordello), Samantha Bentley (Prostituta travestita da "Sconosciuto"), Xena Avramidis (Prostituta travestita da "Guerriero"), Portia Victoria (Prostituta travestita da "Fabbro"), Em Scribbler (Prostituta travestita da "Madre"), Rebecca Scott (Prostituta travestita da "Vergine"), Rosie Ruthless (Prostituta travestita da "Vecchia").
- Capitoli trasposti dalle Cronache del ghiaccio e del fuoco: 59 (Eddard XV) del romanzo Il gioco del trono (A Game of Thrones); 43 (Daenerys IV) del romanzo Tempesta di spade (A Storm of Swords); 3 (Il Capitano delle Guardie), 13 (Cersei III), 14 (Il Cavaliere Disonorato), 29 (Cersei VI), 33 (Cersei VII), 41 (La Principessa nella Torre) del romanzo Il banchetto dei corvi (A Feast for Crows); 4 (Jon I), 8 (Jon II), 9 (Tyrion III), 12 (Daenerys II), 28 (Tyrion VII), 34 (Tyrion VIII) e 73 (Epilogo) del romanzo A Dance with Dragons; TBA (Alayne I) del romanzo The Winds of Winter.
- Tracce della colonna sonora presenti: The Old Gods and the New, Chaos Is a Ladder, High Sparrow, Son of the Harpy.
- Ascolti USA: telespettatori 6 815 000[13]
- Ascolti Italia (pay): telespettatori 308 707[14]

## Uccidi il ragazzo
- Titolo originale: Kill the Boy
- Diretto da: Jeremy Podeswa
- Scritto da: Bryan Cogman

### Trama
A Meereen, Missandei veglia sul corpo incosciente di Verme Grigio, mentre Daenerys è nella Sala del Trono, al cospetto della salma di ser Barristan Selmy. Determinata a vendicarsi dei Figli dell'Arpia, la regina ordina che i capi delle famiglie nobili della città vengano arrestati. Lo stesso Hizdahr zo Loraq viene preso prigioniero e, insieme agli altri nobili, viene portato nelle catacombe, dove Daenerys mostra loro il suo potere dando in pasto uno dei nobili ai draghi. 
 Nel frattempo, Verme Grigio si risveglia e Missandei lo informa della morte di ser Barristan. I due si baciano e cominciano a sviluppare una relazione amorosa.
 Dopo aver discusso degli ultimi avvenimenti con Missandei, Daenerys si reca nelle celle per ammettere a Hizdahr di aver sbagliato a non ascoltarlo. La donna, infatti, farà riaprire le fosse da combattimento e, per portare la pace tra la popolazione di Meereen, sposerà uno dei capi delle famiglie nobili, probabilmente lo stesso Hizdahr.
Al Castello Nero, Jon Snow si reca da Maestro Aemon per chiedergli consiglio riguardo alla questione dei bruti. Determinato a trovare un accordo con il popolo libero, Jon teme che una gran parte degli uomini dei Guardiani della notte possa non essere d'accordo con le sue decisioni. Aemon gli dice allora che la sua opinione non gli sarà di alcun aiuto e gli consiglia invece di crescere e uccidere il ragazzo che è in lui, in modo da diventare un uomo adulto che agisce secondo il proprio istinto. 
 Jon decide di proporre a Tormund un accordo di pace: i bruti rimasti oltre la Barriera dovranno radunarsi e scendere nel Dono, le terre dei Guardiani della notte a sud della Barriera, dove potranno vivere in tranquillità e mettersi al sicuro dagli Estranei. Tormund esige che, se dovrà recarsi a Aspra Dimora, il luogo in cui si è rifugiato il resto dell'esercito di Mance Rayder, per riunire il popolo libero, Jon vada con lui altrimenti non gli crederanno. Jon accetta e informa Tormund di avere il sostegno e le navi di Stannis. 
 Nella biblioteca del Castello Nero, Sam e Gilly vengono raggiunti da Stannis, che interroga Sam sulla relazione tra il vetro di drago e gli Estranei, informandolo poi della presenza abbondante del minerale a Roccia del Drago.
 Successivamente, Stannis ordina a ser Davos Seaworth di radunare tutti gli uomini e iniziare la marcia per Grande Inverno, assieme alla principessa Shireen, la regina Selyse e Melisandre.
A Grande Inverno, Ramsay deve rassicurare Myranda, la sua amante, la quale inizia a essere gelosa di Sansa. La mattina seguente, lady Stark viene raggiunta proprio da Myranda, la quale la porta ai canili. Arrivata all'ultima cella, la ragazza trova Reek e lo riconosce come Theon Greyjoy, il presunto assassino dei suoi fratelli minori.
 A cena, Roose, Sansa e Walda sono testimoni di una dimostrazione di Ramsay, il quale ordina a Reek di scusarsi con Sansa per aver ucciso Bran e Rickon, ancora ritenuti morti da tutto il reame. Dopodiché, i genitori di Ramsay comunicano a lui e a Sansa di aspettare un figlio, probabilmente maschio. Ramsay è piuttosto scosso, ma Roose gli assicura che il titolo di Lord Ereditario spetterà comunque a lui. Inoltre, lord Bolton ricorda al figlio che, quando Stannis arriverà per riconquistare Grande Inverno, dovranno rimanere uniti per sperare di vincere e mantenere il dominio sul Nord.
 Nel frattempo, Brienne e Podrick alloggiano a Città dell'Inverno e inviano un messaggio a Sansa Stark tramite degli anziani servi, ancora fedeli agli Stark.
Tra le rovine dell'Antica Valyria, ex impero da cui provengono i Targaryen, Tyrion Lannister e Jorah Mormont continuano il loro viaggio in barca e iniziano a interloquire maggiormente tra di loro. Nei pressi di un'arcata, Tyrion nota stupito la presenza nel cielo di Drogon, il quale li sorvola ignorandoli. Poco dopo, i due vengono attaccati da alcuni Uomini di Pietra, persone che hanno contratto il Morbo Grigio e che vengono allontanate per via del contagio e del loro comportamento simile a quello di un animale. Mentre Jorah è impegnato a combattere, Tyrion è costretto a gettarsi in acqua per non essere toccato da uno di loro, ma viene trascinato comunque nelle profondità del mare. 
 Al tramonto, Tyrion si risveglia e ringrazia Jorah per averlo salvato. Il cavaliere chiede al Folletto se un Uomo di Pietra lo abbia toccato durante lo scontro e lui risponde di no. Dopodiché, Jorah ordina a Tyrion di riposarsi, mentre lui raccoglierà della legna. Allontanatosi, Jorah si scopre il braccio, sul quale stanno iniziando a comparire i primi segni del Morbo Grigio.
- Durata: 57 minuti[15]
- Guest star: Ian McElhinney (Ser Barristan Selmy), Peter Vaughan (Maestro Aemon), Tara Fitzgerald (Regina Selyse Baratheon), Owen Teale (Ser Alliser Thorne), Jacob Anderson (Verme Grigio), Joel Fry (Hizdahr zo Loraq), Ben Crompton (Eddison Tollett), Daniel Portman (Podrick Payne), Charlotte Hope (Myranda), Kerry Ingram (Principessa Shireen Baratheon), Brenock O'Connor (Olly), Elizabeth Webster (Lady Walda Bolton), Brian Fortune (Othell Yarwyck), Michael Condron (Bowen Marsh), Stella McCusker (Donna anziana), Gianpiero Cognoli (Grande Padrone 1), Raymond Keane (Uomo di Città dell'Inverno), Ratib Asghar (Grande Padrone 2), Peter Silverleaf (Grande Padrone 3), Davor Jozinovic (Grande Padrone 4), Ivan Peric (Grande Padrone 5), Hadi Kermani (Grande Padrone 6), Tonci Banov (Grande Padrone 7).
- Capitoli trasposti dalle Cronache del ghiaccio e del fuoco: 79 (Samwell V) del romanzo Tempesta di spade (A Storm of Swords); 36 (Samwell IV) del romanzo Il banchetto dei corvi (A Feast for Crows); 8 (Jon II), 12 (Daenerys II), 19 (Tyrion V), 22 (Jon V), 23 (Tyrion VI), 24 (Daenerys IV), 33 (Reek III), 34 (Tyrion VIII), 37 (Daenerys VI), 38 (Il Principe di Grande Inverno), 40 (Jon VIII), 41 (Tyrion IX), 54 (Jon XI) e 70 (Jon XIII) del romanzo A Dance with Dragons.
- Tracce della colonna sonora presenti: Dracarys, I'm Sorry for Today.
- Ascolti USA: telespettatori 6 559 000[16]
- Ascolti Italia (pay): telespettatori 270 513[17]

## Le Serpi delle Sabbie
- Titolo originale: Unbowed, Unbent, Unbroken
- Diretto da: Jeremy Podeswa
- Scritto da: Bryan Cogman

### Trama
A Braavos, Arya continua a lavare cadaveri e a chiedersi che fine facciano. L'Orfana le dice che scoprirà tutto a tempo debito e le dimostra di essere capace, a differenza sua, di mentire.
 La giovane Stark viene successivamente affrontata da Jaqen, il quale la sottopone al Gioco delle Facce. Arya fallisce, ma riesce a mentire e a somministrare l'acqua avvelenata a una giovane malata che viene portata alla Casa del Bianco e del Nero da suo padre. Mentre lava il corpo della giovane, Arya viene invitata da Jaqen a seguirlo nella Sala delle Facce, un'immensa stanza contenente migliaia di volti. A quel punto, Jaqen dice alla ragazza che, sebbene non sia pronta per diventare "nessuno", ella potrà diventare "qualcun altro".
In marcia per Meereen, Tyrion informa Jorah di essere finito a Volantis a seguito della sua fuga da Approdo del Re e dell'assassinio del padre Tywin. Finiti a parlare di Jeor Mormont, Jorah viene a sapere da Tyrion che il padre è stato ucciso dai ribelli dei Guardiani della notte. Successivamente, i due discutono le capacità di governo di Daenerys: mentre Jorah loda la giovane Targaryen, Tyrion esprime dei dubbi sulla sua capacità di riconquistare i Sette Regni. All'improvviso, i due vengono catturati da un gruppo di schiavisti di Volantis, che intendono uccidere Tyrion per vendere i suoi genitali e fare di Jorah uno schiavo addetto a remare sulle loro navi. Tyrion, però, con la sua parlantina e astuzia, convince il loro leader a venderli come combattenti nelle fosse di combattimento di Meereen.
A Dorne, mentre Myrcella Baratheon e Trystane Martell si scambiano baci nei Giardini dell'Acqua, Doran Martell ricorda alla sua Guardia Personale, Areo Hotah, che la sicurezza dei due principi è di vitale importanza.
 Nel frattempo, Jaime Lannister e Bronn riescono a entrare nei Giardini dell'Acqua travestiti da soldati dorniani. Trovata Myrcella, Jaime cerca di persuaderla a fuggire con lui, ma la principessa è determinata a restare con Trystane, del quale è sinceramente innamorata. All'improvviso, Jaime, Bronn e i due principi vengono sorpresi dalle Serpi delle Sabbie, intenzionate a rapire la giovane Baratheon. Ha luogo dunque un combattimento, durante il quale Bronn viene ferito al braccio dalla daga avvelenata di Tyene Sand. A quel punto, intervengono Hotah e le sue guardie, che arrestano Jaime, Bronn, le Serpi e Ellaria, la quale era rimasta nascosta in attesa.
A Approdo del Re, dopo essere stato fermato brevemente dal Credo Militante, Petyr Baelish raggiunge Cersei. L'uomo assicura alla corona i cavalieri della Valle di Arryn e informa la regina madre dell'intenzione di Roose Bolton di far sposare Sansa Stark a suo figlio Ramsay. Cersei accusa i Bolton di tradimento e promette di inviare un esercito contro di loro, ma lord Baelish le consiglia di aspettare che Stannis e Roose si scontrino e di intervenire successivamente, inviando i cavalieri della Valle, guidati da lui stesso, a vendicarsi dei vincitori e di Sansa Stark.
 In città intanto torna anche lady Olenna Tyrell che, indignata per l'arresto di Loras, si reca da Cersei e la accusa di aver collaborato con i Passeri per far arrestare suo nipote. Cersei nega tutto e Olenna non può che lasciare la stanza. 
 In seguito, al Tempio di Baelor, si tiene un'inchiesta sacra per far luce sulle accuse di fornicazione e sodomia che gravano su Loras. Il ragazzo nega di aver mai giaciuto con uomini, e la regina Margaery ne sostiene la difesa; ultimo testimone dell'accusa è Olyvar, ex tenutario del bordello di Ditocorto e amante di Loras, che confessa di aver intrattenuto una relazione intima con il Cavaliere di Fiori, usando come prova la conoscenza di una voglia di Loras situata vicino alle parti intime, affermando anche che la regina era a conoscenza di tutto. Il Credo Militante arresta ser Loras e la regina Margaery in attesa dei processi a loro carico, con le accuse di fornicazione e falsa testimonianza. Il re Tommen, che presenzia al processo con le guardie reali, non oppone alcuna resistenza.
A Grande Inverno, Sansa si prepara alle nozze con Ramsay aiutata da Myranda. Quest'ultima inizia a raccontarle le drammatiche sorti di tutte le amanti che in passato sono arrivate ad annoiare Ramsay, rendendo palese tutta la sua gelosia verso la Stark, che la caccia con fermezza. 
 Successivamente, Sansa riceve la visita di Theon Greyjoy, che ha l'incarico di accompagnarla nel Parco degli Dei per il matrimonio. Lei però, ancora convinta che egli abbia ucciso i suoi fratelli minori, Bran e Rickon, rifiuta anche solo di toccarlo. 
 Una volta giunta nel Parco degli Dei, Sansa Stark prende in sposo Ramsay Bolton in una cerimonia celebrata di fronte all'Albero-Diga e quindi al cospetto degli Antichi Dei, l'antica religione professata soprattutto nel Nord. 
 Durante la prima notte di nozze, Ramsay costringe Sansa a concedersi a lui dinanzi agli occhi di Theon Greyjoy, nell'ennesima dimostrazione del potere che il ragazzo esercita sul servile Reek.
- Durata: 54 minuti[18]
- Guest star: Diana Rigg (Lady Olenna Tyrell), Jonathan Pryce (Alto Passero), Alexander Siddig (Principe Doran Martell), DeObia Oparei (Areo Hotah), Keisha Castle-Hughes (Obara Sand), Rosabell Laurenti Sellers (Tyene Sand), Jessica Henwick (Nymeria Sand), Finn Jones (Ser Loras Tyrell), Will Tudor (Olyvar), Eugene Simon (Lancel Lannister), Faye Marsay (L'Orfana), Adewale Akinnuoye-Agbaje (Malko), Toby Sebastian (Principe Trystane Martell), Nell Tiger Free (Principessa Myrcella Baratheon), Charlotte Hope (Myranda), Elizabeth Webster (Lady Walda Bolton), Michael Yare (Schiavista), James McKenzie Robinson (Joss), Hattie Gotobed (Ghita).
- Capitoli trasposti dalle Cronache del ghiaccio e del fuoco: 3 (Il Capitano delle Guardie), 22 (Il Creatore di Regine), 23 (Arya II), 35 (La Gatta dei Canali), 40 (Cersei IX) e 44 (Cersei X) del romanzo Il banchetto dei corvi (A Feast for Crows); 38 (Il Principe di Grande Inverno), 39 (L'Osservatore), 41 (Tyrion IX), 48 (Tyrion X) e 65 (La Fanciulla dal Volto Spezzato) del romanzo A Dance with Dragons.
- Tracce della colonna sonora presenti: House of Black and White, High Sparrow, Before the Old Gods.
- Ascolti USA: telespettatori 6 244 000[19]
- Ascolti Italia (pay): telespettatori 214 999[20]

## Il Dono
- Titolo originale: The Gift
- Diretto da: Miguel Sapochnik
- Scritto da: David Benioff e D.B. Weiss

### Trama
Al Castello Nero, Jon Snow lascia il comando al Primo Ranger Alliser Thorne e si mette in viaggio per Aspra Dimora con Tormund, Edd e alcuni Guardiani della notte armati delle daghe di ossidiana trovate al Pugno dei Primi Uomini. 
 Maestro Aemon è gravemente malato e muore poco dopo assistito da Sam: l'anziano viene poi adagiato su una pira per essere cremato e, durante la cerimonia funebre, Sam pronuncia un elogio alla presenza di tutti. 
 Successivamente, Gilly viene importunata nella Sala Comune da due confratelli in nero che alla fine percuotono Sam, ma l'arrivo di Spettro li mette in fuga. Samwell viene poi medicato da Gilly e i due finiscono per fare l'amore.
A Grande Inverno, Sansa Stark è rinchiusa nella sua stanza da settimane, raggiunta soltanto da suo marito Ramsay, che continua ad abusare di lei. La ragazza prega allora Theon di aiutarla, accendendo una candela nella Torre Spezzata per segnalare la sua richiesta d'aiuto a Brienne, proprio come le aveva detto l'anziana donna della servitù. Reek accetta, ma alla fine si reca agli appartamenti di Ramsay. Quest'ultimo, venuto a sapere della volontà di Sansa di lasciare Grande Inverno, la fa portare al suo cospetto sulle mura del castello. I due litigano sulla validità delle pretese come Lord Protettore del Nord di Ramsay, ritenuto indegno in quanto bastardo. Sansa viene dunque portata al cospetto della messaggera anziana di Brienne, scuoiata e torturata. Ramsay, infine, afferma di aver scoperto la verità da Reek.
Nel Dono, ser Davos Seaworth fa rapporto a re Stannis circa la perdita di quaranta cavalli, la diserzione di cinquecento mercenari, la scarsità di cibo ed il morale basso delle truppe, consigliandogli di rinunciare all'invasione. Stannis rifiuta categoricamente e, rimasto solo con Melisandre, chiede alla donna di rassicurarlo circa le sue visioni nelle fiamme e l'aiuto da parte del Signore della Luce. La Donna Rossa lo avverte circa la necessità di sacrificare del sangue reale per assicurargli la vittoria, alludendo alla figlia Shireen, ma Stannis la caccia in malo modo dalla sua tenda.
A Dorne, Jaime Lannister riceve la visita di Myrcella, accompagnata dal Capitano delle Guardie, Areo Hotah. Jaime cerca di convincere la ragazza a tornare ad Approdo del Re con lui, ma Myrcella rifiuta, dicendogli di essere innamorata di Trystane Martell. 
 Nel frattempo, ser Bronn è rinchiuso in una cella adiacente a quella delle Serpi delle Sabbie: l'uomo è stato avvelenato con una sostanza a lentissimo tempo di azione e Tyene Sand gli concede l'antidoto solo per capriccio.
A Meereen, Daenerys Targaryen è a letto con Daario Naharis, il quale le chiede se sia prudente sposare il nobile Hizdahr zo Loraq. Daenerys è convinta che il matrimonio possa interrompere gli attacchi da parte dei Figli dell'Arpia, ma Daario non ne è convinto e consiglia alla sua regina di fare una carneficina di Padroni durante i Grandi Giochi. 
 Nel frattempo, Jorah e Tyrion vengono venduti ad un uomo di nome Yezzan. Quest'ultimo organizza un combattimento in una fossa minore di Meereen, al quale partecipano anche Daenerys e Hizdahr. Venuto a conoscenza della presenza della regina, Jorah esce nella fossa per combattere e dimostrare tutto il suo valore. Una volta toltosi l'elmo, però, la regina chiede che venga subito allontanato; a quel punto si presenta Tyrion, chiedendole di ripensarci.
A Approdo del Re, Olenna Tyrell si reca al Tempio di Baelor per chiedere all'Alto Passero clemenza per i suoi nipoti. L'uomo rifiuta e lady Olenna è costretta a rassegnarsi alla sua irremovibilità. Scese le scale del Tempio, Olenna riceve un invito da parte di Ditocorto. Olenna è certa che l'uomo sia coinvolto nell'arresto di Loras e lo minaccia di rivelare le sue responsabilità nell'assassinio di Joffrey, ma Petyr rassicura la donna, promettendole lo stesso dono fatto poco prima a Cersei: il giovane Olyvar. 
 Nel frattempo, Cersei si reca al Tempio di Baelor per controllare lo stato di salute di Margaery per conto di re Tommen. La regina madre mostra finta compassione per la nuora prigioniera, la quale le intima di andarsene tra insulti e imprecazioni. Raggiunto l'Alto Passero, Cersei chiede chiarimenti sullo svolgimento del processo a Margaery e Loras e l'uomo le dice che la seduta verrà presidiata da Sette Septon, i quali, nel caso in cui i prigionieri confessassero prima del processo, potrebbero concedere loro la misericordia della Madre. L'Alto Septon comunica inoltre a Cersei che un ragazzo è venuto a confessargli di essere stato condotto a compiere atti impuri proprio dalla regina madre stessa. Lancel Lannister entra nella stanza e Cersei cerca invano di fuggire, venendo infine catturata e poi reclusa in cella dal Credo Militante.
- Durata: 59 minuti[21]
- Guest star: Diana Rigg (Lady Olenna Tyrell), Jonathan Pryce (Alto Passero), Peter Vaughan (Maestro Aemon), Owen Teale (Ser Alliser Thorne), Ben Crompton (Eddison Tollett), DeObia Oparei (Areo Hotah), Enzo Cilenti (Yezzan zo Qaggaz), Keisha Castle-Hughes (Obara Sand), Rosabell Laurenti Sellers (Tyene Sand), Jessica Henwick (Nymeria Sand), Daniel Portman (Podrick Payne), Joel Fry (Hizdahr zo Loraq), Nell Tiger Free (Principessa Myrcella Baratheon), Brenock O'Connor (Olly), Eugene Simon (Lancel Lannister), Adewale Akinnuoye-Agbaje (Malko), Hannah Waddingham (Septa Unella), Brian Fortune (Othell Yarwyck), Michael Condron (Bowen Marsh), Ian Lloyd Anderson (Derek), Jonathan Byrne (Brant), Nikola Bace (Guardia dei Tyrell).
- Capitoli trasposti dalle Cronache del ghiaccio e del fuoco: 16 (Samwell II), 36 (Samwell IV), 41 (La Principessa nella Torre), 42 (Alayne II) e 44 (Cersei X) del romanzo Il banchetto dei corvi (A Feast for Crows); 24 (Daenerys IV), 31 (Daenerys V), 38 (Il Principe di Grande Inverno), 39 (L'Osservatore), 40 (Jon VIII), 42 (Il Voltagabbana), 43 (Il Trofeo del Re), 44 (Daenerys VII), 47 (Uno Spettro a Grande Inverno), 48 (Tyrion X), 50 (Jon X), 58 (Tyrion XI) e 70 (Jon XIII) del romanzo A Dance with Dragons.
- Tracce della colonna sonora presenti: I Will Keep You Safe, Take Charge of Your Life, High Sparrow, I Dreamt I Was Old.
- Ascolti USA: telespettatori 5 402 000[22]
- Ascolti Italia (pay): telespettatori 266 876[23]

## Aspra Dimora
- Titolo originale: Hardhome
- Diretto da: Miguel Sapochnik
- Scritto da: David Benioff e D.B. Weiss

### Trama
A Meereen, Tyrion Lannister e Jorah Mormont sono al cospetto di Daenerys, che è sospettosa riguardo alla vera identità del Folletto. Tyrion prova dunque a convincerla raccontandole di tutti gli omicidi che ha commesso e chiedendole di poter essere il suo consigliere. La regina continua a mettere alla prova il nano, chiedendogli cosa dovrebbe farne di ser Jorah. Tyrion le spiega allora che il cavaliere le è molto devoto e che l'ha tradita solo per paura di dirle ciò che stava accadendo veramente, affermando inoltre che Mormont è cambiato e che ha disobbedito al bando da Meereen solo per poterglielo dimostrare. Daenerys accetta di risparmiare la sua vita, ma lo esilia nuovamente dalla città. Il cavaliere torna allora da Yezzan, al quale chiede di poter tornare a combattere nelle fosse di combattimento. 
 Più tardi, Tyrion e Daenerys discutono delle azioni dei rispettivi padri, poi il Folletto prova a convincere la giovane regina a non attaccare Westeros ma di governare invece le terre conquistate ad Essos. La donna gli spiega che niente riuscirà a fermarla nel suo intento di riprendersi il Trono una volta appartenuto a suo padre Aerys e, alla fine, nomina Tyrion suo consigliere.
A Braavos, su ordine di Jaqen, Arya Stark è diventata Lanna, la venditrice ambulante di frutti di mare. Il nuovo incarico affidatole da Jaqen è somministrare veleno all'uomo magro del Porto degli Stracci, un assicuratore disonesto. Mentre Lanna se ne va, l'Orfana fa presente a Jaqen che ritiene la nuova allieva non ancora pronta, ma l'uomo risponde che, pronta o no, nulla cambia per il Dio dai Mille Volti.
A Approdo del Re, Cersei è ancora prigioniera nelle celle sotto il Tempio di Baelor. Qui incontra Qyburn, il quale le spiega che il processo avverrà a breve e che l'Alto Passero ha accuse pesanti contro di lei: fornicazione, incesto, tradimento e complicità nell'assassinio di re Robert. Le spiega poi che esiste un solo modo per uscire da quella situazione: confessare, ma la regina si rifiuta di farlo. Cersei chiede poi all'uomo di poter incontrare suo zio Kevan e suo figlio Tommen, ma l'uno non sembra intenzionato ad aiutarla e l'altro rifiuta di parlare con chiunque a causa dell'incarcerazione della moglie. Prima di andarsene, Qyburn allude al fatto che il suo "lavoro" nel laboratorio stia continuando. 
 Cersei riceve inoltre la visita di Septa Unella, che le porta dell'acqua e la istiga a confessare. La regina non si piega e rifiuta, al che la Septa se ne va, versando l'acqua sul pavimento. Una volta sola, Cersei si china e prova a bere ciò che rimane dell'acqua sparsa sul pavimento.
Al Castello Nero, Gilly sta medicando le ferite sul volto di Sam. I due ricevono la visita di Olly, il giovane attendente di Jon, con il quale Sam discute la missione intrapresa dal loro Lord Comandante. Olly è restio ad accettare l'idea di allearsi con i bruti, ma Sam gli ricorda che si tratta dell'unica scelta possibile per evitare che diventino Estranei.
A Grande Inverno, Sansa Stark è furiosa con Reek per aver svelato a Ramsey il suo piano di fuga. Lui afferma di averlo fatto per salvare la vita di entrambi e in seguito le confessa la verità sui suoi fratelli Bran e Rickon, ritenuti morti da tutti ma in realtà ancora vivi. 
 Le strategie di battaglia dei Bolton comprendono che Roose asserragli l'esercito del Nord dentro Grande Inverno, mentre Ramsay guiderà un attacco ai danni di Stannis con soli venti uomini.
Jon Snow, Tormund e alcuni Guardiani della notte giungono ad Aspra Dimora, dove vengono malamente ricevuti dal Lord delle Ossa: Tormund lo pesta a morte in risposta alle sue provocazioni. Jon cerca di convincere i bruti a seguirlo nella sua causa facendo fronte comune contro gli Estranei, promettendo una sistemazione nel Nord e armi in vetro di drago, uno dei pochissimi materiali in grado di uccidere gli Estranei. Tormund garantisce per Jon e questo fa sì che alcuni bruti si uniscano alla causa dei Guardiani della notte e comincino ad imbarcarsi sulle loro navi. Proprio in quel momento, a sorpresa, viene sferrato il primo grande attacco da parte di Estranei e non-morti, celati da una spettrale nebbia bianca. Jon Snow, nonostante la confusione, fa schierare i suoi confratelli e guida una piccola resistenza. Nella confusione generale, Jon Snow ed il capoclan dei cannibali Thenn, cercano di recuperare il vetro di drago, inseguiti da un Estraneo. Loboda viene però ucciso, il vetro di drago perso e Snow cerca disperatamente di sfuggire all'Estraneo. Ormai allo stremo, Jon afferra Lungo Artiglio: l'arma in acciaio di valyria si rivela mortale per il mostro, al pari del vetro di drago. 
 Nel frattempo, il Re della Notte osserva il combattimento dalla cima di un monte e ordina al resto dell'orda di soverchiare i vivi. Jon dà l'ordine di ritirata via mare e, una volta al sicuro sulle scialuppe, i sopravvissuti assistono ad una dimostrazione di forza del Re della Notte, che fa risorgere tutti i caduti della battaglia prendendoli poi sotto il suo comando.
- Durata: 60 minuti[24]
- Guest star: Anton Lesser (Qyburn), Ben Crompton (Eddison Tollett), Faye Marsay (L'Orfana), Birgitte Hjort Sørensen (Karsi), Enzo Cilenti (Yezzan zo Qaggaz), Zachary Baharov (Loboda), Hannah Waddingham (Septa Unella), Brenock O'Connor (Olly), Richard Brake (Re della Notte), Ian Whyte (Wun Weg Wun Dar Wun), Ross O'Hennessy (Lord delle Ossa), Murray McArthur (Dim Dalba), Will O'Connell (Todder), Oengus MacNamara (Uomo magro), Sarine Sofair (Lhara), Morgan C. Jones (Capitano di Braavos), Tim Loane (Estraneo), Ali Lyons (Johnna), Karla Lyons (Willa).
- Capitoli trasposti dalle Cronache del ghiaccio e del fuoco: 23 (Arya II), 35 (La Gatta dei Canali) e 44 (Cersei X) del romanzo Il banchetto dei corvi (A Feast for Crows); 8 (Jon II), 32 (Melisandre I), 36 (Jon VII), 50 (Jon X), 52 (Theon I), 55 (Cersei I), 59 (Jon XII), 65 (La Fanciulla dal Volto Spezzato), 67 (Tyrion XII) e 70 (Jon XIII) del romanzo A Dance with Dragons.
- Tracce della colonna sonora presenti: Winterfell, Forgive Me (4ª st.), House of Black and White, Hardhome, Pt. 1, Hardhome, Pt. 2, Kneel for No Man.
- Ascolti USA: telespettatori 7 009 000[25]
- Ascolti Italia (pay): telespettatori 278 321[26]

## La Danza dei Draghi
- Titolo originale: The Dance of Dragons
- Diretto da: David Nutter
- Scritto da: David Benioff e D.B. Weiss

### Trama
Sulla via per Grande Inverno, di notte, Melisandre assiste all'incendio da parte di Ramsay Bolton di molte tende dell'accampamento Baratheon. La mattina dopo, Davos spiega a Stannis che tutte le riserve di cibo sono state bruciate, così come le armi d'assedio, e che molti cavalli sono morti.
Alla Barriera, Jon Snow e i suoi compagni fanno ritorno e, con sollievo del Lord Comandante, ser Alliser Thorne fa aprire i cancelli. Nel Castello Nero, però, i Guardiani della notte non sembrano essere felici di rivedere gli ormai ex nemici bruti.
Re Stannis invia Davos al Castello Nero per ottenere alcuni cavalli e del cibo ma, prima di andare, il cavaliere fa visita alla principessa Shireen e le dona un cervo di legno, simbolo della casa Baratheon, promettendole che quando tornerà le preparerà una cerbiatta.
A Dorne, Jaime Lannister viene condotto al cospetto di Doran Martell, il quale gli chiede come mai abbia provato a rapire la principessa Baratheon invece di discuterne con lui, che desidera la pace. Jaime rivela allora che a Approdo del Re era stato recapitato il ciondolo di Myrcella, posto tra le fauci di una vipera, fatto di cui il principe Doran non era a conoscenza. Doran concede quindi a Jaime di tornare a Approdo del Re con Myrcella e Trystane, assicurandosi che quest'ultimo partecipi al Concilio Ristretto, così da mantenere intatta l'alleanza tra il Trono di Spade e Dorne. Il principe Martell concede la libertà anche a Bronn, che riceve come unica punizione un pugno sulla faccia da parte di Areo Hotah.
A Braavos, Lanna torna con la sua merce al Porto degli Stracci, dove assiste all'arrivo nella città libera di lord Mace Tyrell, che decide di seguire ignorando i suoi doveri nei confronti dell'uomo magro. 
 Alla Banca di Ferro, Mace viene accolto da Tycho Nestoris e, in seguito alla contrattazione, Arya nota fra la scorta di Mace Tyrell ser Meryn Trant, la Guardia Reale che cercò di catturarla dopo l'arresto del padre Eddard. 
 Quella sera, Trant si dirige verso un bordello in cui viene spiato da Arya, in attesa del momento giusto per ucciderlo;  purtroppo però la ragazza viene sorpresa dalla maîtresse del bordello, che la caccia. Tornata alla Casa del Bianco e del Nero, Arya mente a Jaqen dicendogli che quel giorno l'uomo magro non era affamato e quindi non ha comprato i suoi frutti di mare avvelenati.
A Dorne, Ellaria Sand giura fedeltà a Doran Martell sotto gli occhi disgustati delle Serpi delle Sabbie; in seguito, la donna incontra Jaime e gli dice di non trovare nulla di strano nella sua relazione con Cersei e di ritenerlo innocente dell'omicidio di Oberyn.
Shireen riceve la visita di suo padre Stannis che le spiega che, nella sua vita, dovrà spesso accettare alcune cose anche se non le vorrà. Dopo averla abbracciata, il padre le chiede di perdonarlo. In seguito, Shireen viene condotta a sua insaputa sul rogo, dove la aspetta Melisandre. La ragazzina si spaventa e chiede ripetutamente di poter vedere suo padre, ma viene lo stesso legata al palo. Una volta apparsi i genitori, Shireen inizia a chiedere pietà e aiuto; Selyse, sulle prime d’accordo con Stannis, riscopre troppo tardi il suo senso materno e, correndo verso la figlia, viene bloccata da alcune guardie, mentre Shireen brucia viva.
A Meereen, intanto, si dà inizio ai Grandi Giochi nella Fossa di Daznak. Dopo il primo combattimento, è il turno di combattere per Jorah e altri uomini. Nonostante varie ferite, Mormont prevale e, dopo essersi voltato verso Daenerys, nota alle sue spalle un Figlio dell'Arpia e lo uccide con una lancia. Dalle gradinate si alzano però moltissimi altri Figli, che iniziano a massacrare uomini e donne a caso. Per la regina, Missandei, Tyrion, Daario e Jorah inizia quindi una fuga precipitosa, mentre Hizdahr zo Loraq viene accoltellato al cuore. Il gruppo di fuggiaschi incontra diversi ostacoli fino a che, insieme a un ristretto gruppo di Immacolati, si trovano circondati da un centinaio di Figli dell'Arpia. All'improvviso si sente un ruggito e nella fossa da combattimento arriva Drogon, che inizia a bruciare i nemici, ma viene ferito. Daenerys, per salvarlo, gli salta in groppa e parte in volo con lui, lasciando attoniti i suoi compagni.
- Durata: 52 minuti[27]
- Guest star: Owen Teale (Ser Alliser Thorne), Tara Fitzgerald (Regina Selyse Baratheon), Mark Gatiss (Tycho Nestoris), Alexander Siddig (Principe Doran Martell), DeObia Oparei (Areo Hotah), Joel Fry (Hizdahr zo Loraq), Ian Beattie (Ser Meryn Trant), Roger Ashton-Griffiths (Lord Mace Tyrell), Ben Crompton (Eddison Tollett), Keisha Castle-Hughes (Obara Sand), Rosabell Laurenti Sellers (Tyene Sand), Jessica Henwick (Nymeria Sand), Nell Tiger Free (Principessa Myrcella Baratheon), Toby Sebastian (Principe Trystane Martell), Kerry Ingram (Principessa Shireen Baratheon), Brenock O'Connor (Olly), Ian Whyte (Wun Weg Wun Dar Wun), Nicholas Boulton (Annunciatore nella Fossa di Daznak), Oengus MacNamara (Uomo magro), Lacy Moore (Tenutaria del bordello di Braavos), Jack Hickey (Cliente del bordello di Braavos), Sarine Sofair (Lhara), Karla Lyons (Willa), Ali Lyons (Johnna), Brian Fortune (Othell Yarwyck), Michael Condron (Bowen Marsh), Danny O'Connor (Guardia dei Lannister 1), Garry Mountaine (Brusco), Dylan McDonough (Marinaio), Jason McLaughlin (Soldato dei Baratheon), Ollie Kram (Anara), Gemita Samarra (Brea), Irma Mali (Prostituta 1), Aifric O'Donnell (Aya), Fiach Kunz (Guardia dei Lannister 2), Michael Johnston (Guardia dei Lannister 3).
- Capitoli trasposti dalle Cronache del ghiaccio e del fuoco: 41 (La Principessa nella Torre) del romanzo Il banchetto dei corvi (A Feast for Crows); 8 (Jon II), 36 (Jon VII), 39 (L'Osservatore), 50 (Jon X), 52 (Theon I), 53 (Daenerys IX), 58 (Tyrion XI), 59 (Jon XII), 63 (Il Sacrificio), 65 (La Fanciulla dal Volto Spezzato) e 71 (Il Primo Cavaliere della Regina) del romanzo A Dance with Dragons; TBA (Mercy) del romanzo The Winds of Winter.
- Tracce della colonna sonora presenti: Blood of the Dragon, House of Black and White, Jaws of the Viper, Dance of Dragons, Forgive Me (5ª st.), Son of the Harpy.
- Ascolti USA: telespettatori 7 136 000[28]
- Ascolti Italia (pay): telespettatori 215 702[29]

## Madre misericordiosa
- Titolo originale: Mother's Mercy
- Diretto da: David Nutter
- Scritto da: David Benioff e D.B. Weiss

### Trama
Nell'accampamento di Stannis Baratheon la tormenta di neve sembra essersi placata e il ghiaccio ha iniziato a sciogliersi, così Stannis può preparare l'attacco a Grande Inverno. Arrivano però brutte notizie: metà del suo esercito ha approfittato per disertare, la moglie Selyse si è impiccata e Melisandre è fuggita. Ciononostante, il re ordina di prepararsi alla partenza. Stannis giunge così alle porte di Grande Inverno, ma gli uomini dei Bolton, in schiacciante superiorità numerica, escono dalle mura a cavallo e vanno incontro all'esercito di Stannis, che capisce di essere perduto. Stannis tuttavia riesce a sopravvivere all'attacco e a rifugiarsi nei boschi, dove uccide due inseguitori per poi accasciarsi a terra notevolmente ferito. Alla fine, sopraggiunge Brienne di Tarth che, ancora fedele al suo ruolo di Guardia Reale di Renly Baratheon, lo condanna arbitrariamente a morte per l'uccisione di quest'ultimo.
A Grande Inverno, Sansa cerca di approfittare della confusione per fuggire passando inosservata, ma viene bloccata sui bastioni delle mura da Reek e dalla ragazza di Ramsay, Myranda, che minaccia di ucciderla con un arco. Sansa la sfida e, mentre la ragazza sta per scoccare la freccia, Reek la spinge giù dalle mura facendola sfracellare al suolo. In quel momento, i soldati di lord Bolton stanno rientrando a Grande Inverno e Reek decide quindi di fuggire con Sansa saltando giù dalle mura.
A Braavos, Arya si infiltra nel bordello dove si trova Meryn Trant, prendendo in prestito una delle facce dalla Casa del Bianco e del Nero, poi pugnala Trant ripetute volte, rivelandogli la sua vera identità prima di tagliargli la gola. Tornata alla Casa del Bianco e del Nero, la ragazza deve confrontarsi con Jaqen e l'Orfana. Jaqen rimprovera Arya per aver preso una vita che non spettava a lei prendere, dicendole che ora un'altra vita dovrà essere presa per placare l'ira del Dio dai Mille Volti. Jaqen quindi beve da una fiala e si accascia a terra, lasciando Arya sotto shock. Successivamente, l'Orfana cambia il suo volto in quello di Jaqen, sottolineando a Arya che "Jaqen" non è mai esistito e che quindi lei ha parlato con "nessuno" per tutto il tempo. L'Orfana la avverte che indossare un volto nuovo, se non si è ancora diventati "nessuno", è come veleno e infatti, poco dopo, Arya diventa cieca.
Al porto dei Giardini dell'Acqua di Dorne, Jaime, Bronn, Myrcella e il principe Trystane Martell si accomiatano dal principe Doran Martell, le Serpi delle Sabbie e Ellaria Sand. Quest'ultima saluta con estrema dolcezza Myrcella, baciandola sulla bocca. 
 Una volta salpati, Jaime cerca di confessare a Myrcella di essere suo padre, oltre che suo zio. La giovane principessa lo precede dicendogli che già lo aveva intuito e i due si abbracciano, ma subito del sangue inizia a colare dal naso e dalla bocca della ragazza: Myrcella è stata avvelenata da Ellaria Sand per mezzo del veleno che si era spalmata sulle labbra. La madre delle Serpi, in piedi sulla banchina del porto, beve l'antidoto mentre Jaime cerca inutilmente di aiutare la figlia morente.
A Meereen, Tyrion, Daario Naharis e Jorah Mormont discutono sul da farsi riguardo alla scomparsa di Daenerys e Drogon: viene deciso che Daario e Jorah partiranno alla ricerca della regina, mentre Tyrion, Verme Grigio e Missandei si occuperanno della reggenza di Meereen.
Da qualche parte nel Mare Dothraki, lontano da qualunque insediamento civile, Daenerys tenta invano di convincere Drogon, provato dalle ferite, a riprendere il volo. Il drago però non ha alcuna intenzione di assecondarla, quindi Dany decide di perlustrare i dintorni. Dopo qualche passo, la regina viene avvistata da un'avanguardia di cavalieri Dothraki e, subito dopo, viene raggiunta e circondata da un khalasar al completo. Prima di essere fatta prigioniera, Dany lascia cadere a terra il suo anello.
A Approdo del Re, Cersei si decide a fare l'unica cosa che le possa consentire di andarsene dai sotterranei del Tempio di Baelor: confessare almeno i peccati che non può negare ed esprimere il suo pentimento. L'Alto Passero accetta la sua confessione, ma le comunica che dovrà affrontare una penitenza: senza vestiti e senza capelli dovrà affrontare la Marcia della Vergogna, un lungo cammino dal Tempio di Baelor alla Fortezza Rossa, in balia del ludibrio generale. 
 La marcia si rivela dolorosa per la regina madre, che durante il cammino si ferisce ai piedi, viene umiliata, offesa e riceve sputi. Giunta infine alla Fortezza Rossa, la regina viene accolta da suo zio Kevan, dal Gran Maestro Pycelle e da Qyburn, che le presenta il rinato membro della Guardia Reale Gregor Clegane, che risulta muto e ha assunto le sembianze quasi di uno zombie.
Al Castello Nero, Sam chiede a Jon di potersi recare con Gilly e il bambino a Vecchia Città, dove potrà studiare per diventare Maestro e sostituire Aemon. Il Lord Comandante esita, perché non vuole perdere uno dei suoi ultimi amici e sostenitori, ma alla fine accetta. 
 Intanto, giunto alla Barriera, ser Davos Seaworth prova inutilmente a convincere Jon a dargli alcuni cavalli; i due uomini vengono raggiunti poi da Melisandre, la quale non risponde alle loro domande circa le sorti di Stannis, del suo esercito e della principessa Shireen. 
 Quella sera, il giovane Olly dice a Jon che un bruto ha riferito di sapere dove si trovi Benjen, lo zio di Jon da tempo disperso. La notizia si rivelerà falsa, architettata dai compagni di Jon per attirarlo in un vicolo nel cortile esterno del castello. Qui, Alliser e molti altri confratelli gli si avvicinano e a turno lo accoltellano all'addome, esclamando: "Per la Confraternita". Ferito gravemente, il Lord Comandante cade in ginocchio mentre si avvicina Olly, che gli dà il colpo di grazia, pugnalandolo al cuore. Jon Snow cade a terra in una pozza di sangue.
- Durata: 60 minuti[30]
- Guest star: Jonathan Pryce (Alto Passero), Owen Teale (Ser Alliser Thorne), Tara Fitzgerald (Regina Selyse Baratheon), Ian Beattie (Ser Meryn Trant), Anton Lesser (Qyburn), Julian Glover (Gran Maestro Pycelle), Alexander Siddig (Principe Doran Martell), Jacob Anderson (Verme Grigio), Daniel Portman (Podrick Payne), Faye Marsay (L'Orfana), DeObia Oparei (Areo Hotah), Keisha Castle-Hughes (Obara Sand), Rosabell Laurenti Sellers (Tyene Sand), Jessica Henwick (Nymeria Sand), Brenock O'Connor (Olly), Charlotte Hope (Myranda), Ian Gelder (Ser Kevan Lannister), Nell Tiger Free (Principessa Myrcella Baratheon), Toby Sebastian (Principe Trystane Martell), Hannah Waddingham (Septa Unella), Hafþór Júlíus Björnsson (Ser Gregor Clegane), Brian Fortune (Othell Yarwyck), Michael Condron (Bowen Marsh), Nigel O'Neill (Generale dei Baratheon), Maggie Hayes (Septa Moelle), Mary Jordan (Septa Scolera), Hattie Gotobed (Ghita), Ella Tweed (Bambina nel bordello), Isabelle Jones (Bambina nel bordello 2), David Fennelly (Soldato dei Baratheon), Jason McLaughlin (Soldato dei Baratheon 2), Tristan McConnell (Gordy), Laurence O'Fuarain (Simpson), Ralph R. Clemente (Taglialegna), Anthony John Crocker (Abitante di Approdo del Re), Kirsty Nicholls (Abitante di Approdo del Re 2), Munro Graham (Abitante di Approdo del Re 3), Ben Kelly (Abitante di Approdo del Re 4), Rebecca Van Cleave (Controfigura di Cersei Lannister).
- Capitoli trasposti dalle Cronache del ghiaccio e del fuoco: 8 (Samwell I) e 35 (La Gatta dei Canali) del romanzo Il banchetto dei corvi (A Feast for Crows); 8 (Jon II), 39 (L'Osservatore), 46 (La Fanciulla Cieca), 52 (Theon I), 55 (Cersei I), 56 (La Guardia della Regina), 58 (Tyrion XI), 66 (Cersei II), 67 (Tyrion XII), 70 (Jon XIII) e 72 (Daenerys X) del romanzo A Dance with Dragons; TBA (Mercy) del romanzo The Winds of Winter.
- Tracce della colonna sonora presenti: Goodbye Brother, Breaker of Chains, Oathkeeper, House of Black and White, Jaws of the Viper, Mother's Mercy, The Wars to Come, Forgive Me (5ª st.).
- Ascolti USA: telespettatori 8 112 000[31]
- Ascolti Italia (pay): telespettatori 143 737[32]